# Житко, Матеуш
Матеуш Житко (пол. Mateusz Żytko; 27 ноября 1982, Вроцлав, ПНР) — польский футболист, защитник клуба «Погонь» (Седльце).

## Футбольная карьера

### Шлёнск (Вроцлав)
Начал футбольную карьеру во вроцлавском клубе, воспитанником которого являлся. Дебютировал за основной состав в сезоне 1999/00, во время нахождения «Шлёнска» во II лиге. Впервые в I лиге вышел на поле 18 ноября 2000 года в матче против «Видзева» (Лодзь) (3:0), заменив на 68 минуте Яцека Имяновского. Через четыре дня вышел в стартовом составе на матч Кубка Польши с варшавской Легией (2:6). До конца того сезона сыграл ещё в 2 матчах, а «Шлёнск» занял в итоге 11 место. В следующем сезоне сыграл уже в 15 матчах лиги, хотя в основном выходил на замену во второй половине матчей. В конце сезона, заняв 7 место в нижней группе чемпионата, «Шлёнск» покинул высшую лигу. Матеуш остался в клубе и стал одним из игроков основного состава. В октябре 2002 года, вместе с Радославом Янукевичем, проходил тестирование в немецком «Вольфсбурге», однако не подошёл клубу. В июне 2003 года заинтересованность в футболисте высказывал «Гурник» (Забже) и Матеуш принимал участие в тренировочном сборе клуба перед началом сезона 2003/2004.

### Заглембе (Любин) и Полония (Варшава)
В итоге не стал игроком «Гурника», а подписал контракт с любинским клубом. В новом клубе впервые вышел на поле 2 августа 2003 года в кубковом матче против белостокской «Ягеллонии». В дальнейшем регулярно появлялся на поле, а его команда по итогам сезона вышла в I лигу. В играх сезона 2004/2005 годов часто совершал ошибки в игре, но неплохо проявлял себя в подключениях к атакам команды. Был игроком основного состава клуба и в начале следующего сезона, но затем тренер Францишек Смуда перевёл его в резерв. В декабре 2005 года заинтересованность в футболисте выразил лодзинский ЛКС, но «Заглембе» хотело отдать его в аренду в ГКС (Белхатув). В итоге был отдан в аренду в варшавскую «Полонию», за которую дебютировал в игре с «Короной» (1:1), в которой отлично себя проявил, нейтрализовав, среди прочих, атаки Гжегожа Бонина, Кжиштофа Гайтковского и будущего лучшего бомбардира сезона, Гжегожа Пехни. До конца сезона принял участие ещё в 10 матчах, после чего вернулся в Заглембе. В сезоне 2006/2007 года сыграл только в одном лиговом матче, а его клуб, после захватывающей борьбы с белхатувцами, стал чемпионом Польши.

### Висла (Плоцк)
В конце июня 2007 года подписал трёхлетний контракт с плоцкой «Вислой». Дебютировал за клуб 28 июля, в проигранном 0:4 матче с варшавской «Полонией». В игре третьего раунда против люблинского «Мотора», забил победный гол на 74 минуте матча, а через несколько минут после этого, был удалён, получив вторую жёлтую карточку. В том сезоне забил ещё 5 голов, в том числе сделал дубль в игре с ястшебским ГКС. В июне 2009 года был близок к переходу в гданьскую «Лехию». В сезоне 2009/2010 года сыграл в 27 матчах лиги, но команда вылетела во II лигу. В конце июня 2010 года принимал участие в тренировочном матче «Короны» против «Рух» (Радзёнкув), проигранном 0:2. Не произвёл впечатления на тренерский штаб келецкой команды.

### Полония (Бытом)
9 июля 2010 года сыграл в контрольном матче бытомской «Полонии» с «Розвоёви» (Катовице). Через несколько часов после матча подписал двухлетний контракт. Провёл за клуб 28 матчей, в которых забил 2 мяча. После вылета клуба из Экстракласы, решил перейти в «Краковию». В связи с отказом бытомского клуба его продать, подал просьбу о разрыве контракта в Польский футбольный союз. В итоге перешёл в «Краковию» за сумму в 300 тысяч злотых.

### Краковия
В краковской команде играет с июля 2011 года. Вместе с клубом покинул Экстраклас и вернулся туда. Часто его обвиняют в серьёзных ошибках, которые сказываются на результатах команды. Тем не менее остаётся в основном составе «полосатых».

## Карьера в сборной
Был в составе сборной Польши до 18 лет на чемпионате Европы 2001 года в Финляндии, который польская сборная выиграла, победив в финале сверстников из Чехии, 3:1. В 2004 году сыграл за второй состав национальной сборной в игре с турками. Матч закончился поражением поляков 2:0, а Житко получил жёлтую карточку.